# The Fastest Year
The Fastest Year is de negentiende aflevering van het zesde seizoen van de televisieserie ER, die voor het eerst werd uitgezonden op 27 april 2000.

## Verhaal
Dr. Greene neemt een dag vrij om voor zijn vader te zorgen, maar eindigt toch op de SEH. Daar krijgen zij te horen dat zijn vader longontsteking heeft. Later neemt hij zijn vader mee naar de Michiganmeer omdat hij vroeger bij de marine zat. 
Dr. Carter krijgt flashbacks van zijn aanval en bezoekt daarom Samantha Sobriki, de vrouw van zijn aanvaller. Hij wil hiermee meer weten over zijn gedachtewereld en waarom hij hem aangevallen heeft. 
Hathaway wil een andere auto kopen en dr. Kovac besluit haar te helpen hierin. Zij hebben het gezellig samen en de dag eindigt met een kus. Zij hoort ook van hem wat er met zijn gezin gebeurd is in Vukovar, zij zijn daar in de Kroatische Onafhankelijkheidsoorlog omgekomen en heeft het hiermee nog steeds moeilijk mee.
Lockhart heeft een jong meisje onder behandeling die een beenmergtransplantatie nodig heeft. Haar ouders leven gescheiden en de zus die bij haar moeder leeft is waarschijnlijk een perfecte donor, de moeder weigert iedere medewerking. Later komt de zus naar de SEH om haar zus toch te helpen.
Dr. Benton neemt dr. Finch mee naar zijn zus Jackie, later vertelt Jackie tegen hem dat dr. Finch hun relatie niet serieus neemt.
Dr. Weaver keert terug van haar schorsing. 

## Rolverdeling

### Hoofdrollen
- Anthony Edwards - Dr. Mark Greene
- John Cullum - David Greene
- Noah Wyle - Dr. John Carter
- Frances Sternhagen - Millicent Carter
- Laura Innes - Dr. Kerry Weaver
- Alex Kingston - Dr. Elizabeth Corday
- Eriq La Salle - Dr. Peter Benton
- Matthew Watkins - Reese Benton
- Michael Michele - Dr. Cleo Finch
- Goran Višnjić - Dr. Luka Kovac
- Paul McCrane - Dr. Robert Romano
- Erik Palladino - Dr. Dave Malucci
- Ming-Na - Dr. Jing-Mei Chen
- John Doman - Dr. Carl Deraad
- Julianna Margulies - verpleegster Carol Hathaway
- Maura Tierney - verpleegster Abby Lockhart
- Yvette Freeman - verpleegster Haleh Adams
- Ellen Crawford - verpleegster Lydia Wright
- Conni Marie Brazelton - verpleegster Connie Oligario
- Laura Cerón - verpleegster Chuny Marquez
- Deezer D - verpleger Malik McGrath
- Gedde Watanabe - verpleger Yosh Takata
- Lily Mariye - verpleegster Lily Jarvik
- Emily Wagner - ambulancemedewerker Doris Pickman
- Kristin Minter - Randi Fronczak
- Khandi Alexander - Jackie Robbins

### Gastrollen (selectie)
- Julie Marie Berman - Jessamyn Chadsey
- Susan Blommaert - Sarah McKenzie
- Dan Conway - Sam McKenzie
- Ruth Manning - Ruth Pooler
- Biff McGuire - Ralph Pooler
- Sydney Walsh - Mrs. Lomax
- Liza Weil - Samantha Sobriki
- Jim Carrane - Manny
- Chimeka Crawford - Joanie